# Stratford Canning, 1:e viscount Stratford de Redcliffe

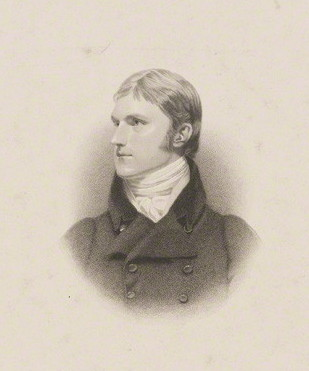
Lord Stratford Canning.

Stratford Canning, viscount Stratford de Redcliffe, född den 4 november 1786, död den 14 augusti 1880, var en engelsk diplomat och kusin till George Canning.
Canning kom 1794 till Eton, där han huvudsakligen ägnade sig åt sport, tills Summer, sedermera ärkebiskop av Canterbury, väckte hans studieintresse till liv. År 1805 inskrevs Canning vid King's College i Cambridge, men han verkar inte ha utmärkt sig under sin universitetstid. När George Canning 1807 blev utrikesminister, anställdes Stratford Canning i utrikesdepartementet, varefter han samma år som sekreterare följde Merry till Köpenhamn och följande år i samma egenskap Adair till Konstantinopel, där freden mellan England och Turkiet undertecknades 1809. 
Efter att 1 1/2 år ha tjänstgjort som sekreterare där, blev Canning under ledigheten efter Adair befullmäktigad minister. De uppgifter, som där i främsta rummet förelåg honom, var dels att undantränga det franska inflytandet och göra ett slut på de av Porten tolererade franska kaperierna i de levantiska farvattnen, dels att åvägabringa en försoning mellan Turkiet och Ryssland.
Dessa uppgifter, löste han, helt och hållet utan instruktioner hemifrån, med överlägsen skicklighet. Genom ett fintligt begagnande av uppsnappade brev, som belyste Frankrikes och Österrikes planer i avseende på Turkiet, lyckades han, trots det kraftigaste motstånd från nämnda länders sändebud, bemedla freden i Bukarest 1812. Han återvände därpå hem, men sändes redan 1814 som envoyé till Schweiz, där han utkämpade en diplomatisk duell med Capo d’Istria. 
Efter att på Wienkongressen ha deltagit i den schweiziska kommissionens arbeten återvände han 1815 till Schweiz, där han lyckades få den på kongressen uppgjorda regleringen av de schweiziska tvistefrågorna genomförd. Han kvarstod som sändebud i Schweiz till 1818 och sändes sedan 1820 under då rådande starka spänning mellan England och Förenta staterna som ambassadör till Washington, där han kvarstannade till 1823.
Efter att följande år ha avgått på en beskickning till Sankt Petersburg, sändes han 1825 som ambassadör till Konstantinopel. Till följd av den engelska regeringens grekvänliga politik illa sedd av sultanen, nödgades han intaga en tvungen overksamhet. Efter slaget vid Navarino och sultanens med anledning därav framställda satisfaktionskrav, förmådde Canning de bägge andra allierade makternas sändebud att med honom lämna Konstantinopel. 
Vid ett besök i England 1828 underlät han inte att både för utrikesministern lord Dudley och för premiärministern hertigen av Wellington framhålla faran av att låta Ryssland handla ensamt med avseende på Turkiet. På grund av misshälligheter med den nye utrikesministern lord Aberdeen avgick Canning följande år, men sändes redan 1831 på en särskild beskickning till Konstantinopel för att genomföra en för grekerna förmånlig reglering av deras nordgräns – en uppgift, som han löste med sin vanliga skicklighet.
Canning hade 1828 valts till medlem av underhuset och deltog under de följande åren intill 1841 i den engelska inrikespolitiken. Han utnämndes visserligen 1833 till sändebud i Sankt Petersburg, men kejsar Nikolaus vägrade att motta honom. Efter att två gånger ha avböjt generalguvernörsbefattningen i Kanada utnämndes Canning – mycket mot sin vilja – 1841 ånyo till ambassadör i Konstantinopel, där han visade det största intresse för forskningsresorna i Turkiet. 
Han understödde även under den följande tiden intill 1853 på allt sätt den inre reformpolitik, som 1839 under inflytande av Reschid Pascha av Abd-ul-medjid inaugurerats genom chatt-i-sjerifen i Gülhane. Två gånger, 1846–1848 och 1852, besökte han England och blev vid sistnämnda tillfälle upphöjd till viscount Stratford de Redcliffe. Vid hans återkomst till Konstantinopel 1853 hade genom Nikolaus I:s politik den orientaliska frågan åter antagit en akut karaktär, och i denna kris utförde Canning sin största diplomatiska bragd. 
Då Nikolaus genom sitt sändebud Mensjikov – under hänvisning till övergreppen mot sultanens kristna undersåtar – fordrade protektoratet över den grekiska kyrkan i Turkiet, förmådde Canning sultanen att avslå tsarens ultimatum och att samtidigt genom lämpliga reformer beröva Ryssland alla verkliga anledningar till krig. Efter Krimkriget drog sig Canning tillbaka till privatlivet 1858 och ägnade sig därefter huvudsakligen åt litterära sysselsättningar.